# Wormský sněm (1521)

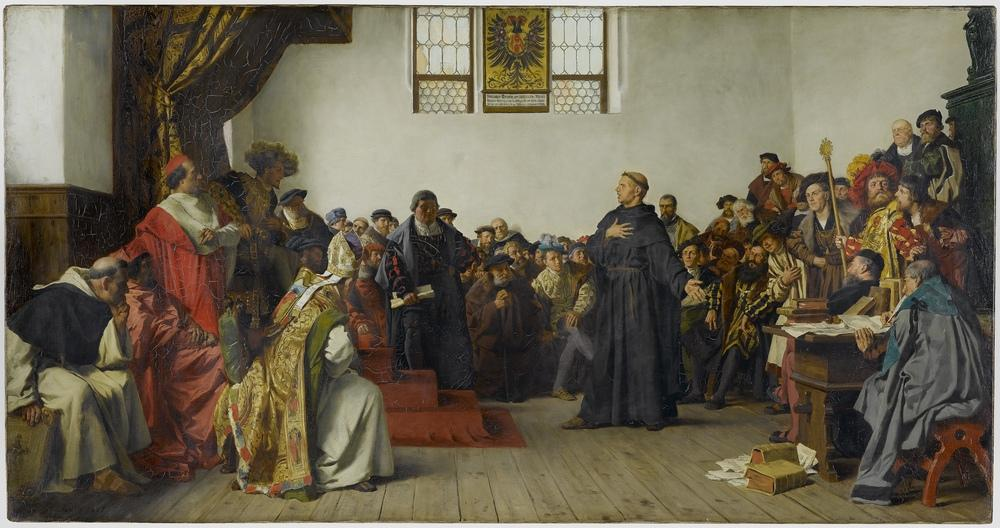
Luther na Wormském sněmu, autor Anton von Werner, 1877

Wormský sněm, či říšský sněm ve Wormsu v roce 1521 (německy Reichstag zu Worms), bylo zasedání říšského sněmu Svaté říše římské svolané císařem Karlem V., které se konalo od 28. ledna do 25. května 1521.

## Průběh
Sněm se konal v Heylshofských zahradách v tehdejším svobodném říšském městě Wormsu. Říšské sněmy byla formální poradní shromáždění zástupců ze všech zemí Svaté říše římské.
Jednání probíhala za předsednictví císaře Karla V. Wormský sněm je významný především vznikem Wormského ediktu (Wormser Edikt), který se týkal učení Martina Luthera a dopadů protestantské reformace.
Říšské sněmy se ve Wormsu konaly také v letech 829, 926, 1076, 1122, 1495 a 1545, avšak „Wormský sněm“ v roce 1521 byl nejvýznamnější z nich.

## Další rozhodnutí
Wormský sněm byl také příležitostí pro Karla V. k reformě správy říše. Vzhledem k rozsáhlým državám rodu Habsburků byl císař často na cestách a potřeboval zástupce, včetně místodržitelů Nizozemska a regentů Španělska, kteří spravovali jeho území v době jeho nepřítomnosti.
Karel V. povýšil svého mladšího bratra Ferdinanda na arcivévodu jako císařského místodržitele. Ferdinand se tak stal regentem a guvernérem rakouských dědičných zemí Karla V. a císařovým zástupcem v Německu. Ferdinandova role jako předsedy německé říšské vlády však nebyla nikdy realizována a v roce 1523 skončila rozpuštěním tohoto orgánu. Ferdinandova vláda nad rakouskými zeměmi jménem císaře byla potvrzena tajnou habsburskou dohodou v Bruselu z roku 1522, podle níž se Karel také zavázal podporovat Ferdinandovu volbu římským císařem v Německu, k níž došlo v roce 1531.
Po abdikaci Karla V. v roce 1556 se Ferdinand stal jeho nástupcem na císařském trůně a právoplatným arcivévodou rakouským.